# نیکولای واتوتین
نیکولای فیودورویچ واتوتین (روسی: Никола́й Фёдорович Вату́тин؛ ۱۶ دسامبر ۱۹۰۱ – ۱۵ آوریل ۱۹۴۴) نظامی بلندپایه اهل اتحاد جماهیر سوسیالیستی شوروی بود.
وی برندهٔ جوایزی همچون نشان بیرق سرخ، نشان لنین، قهرمان اتحاد شوروی، نشان لنین، نشان کوتوزوف، نشان سوورف، و نشان سوورف، و مدال دفاع از استالینگراد شده‌است.